# Planície beniana

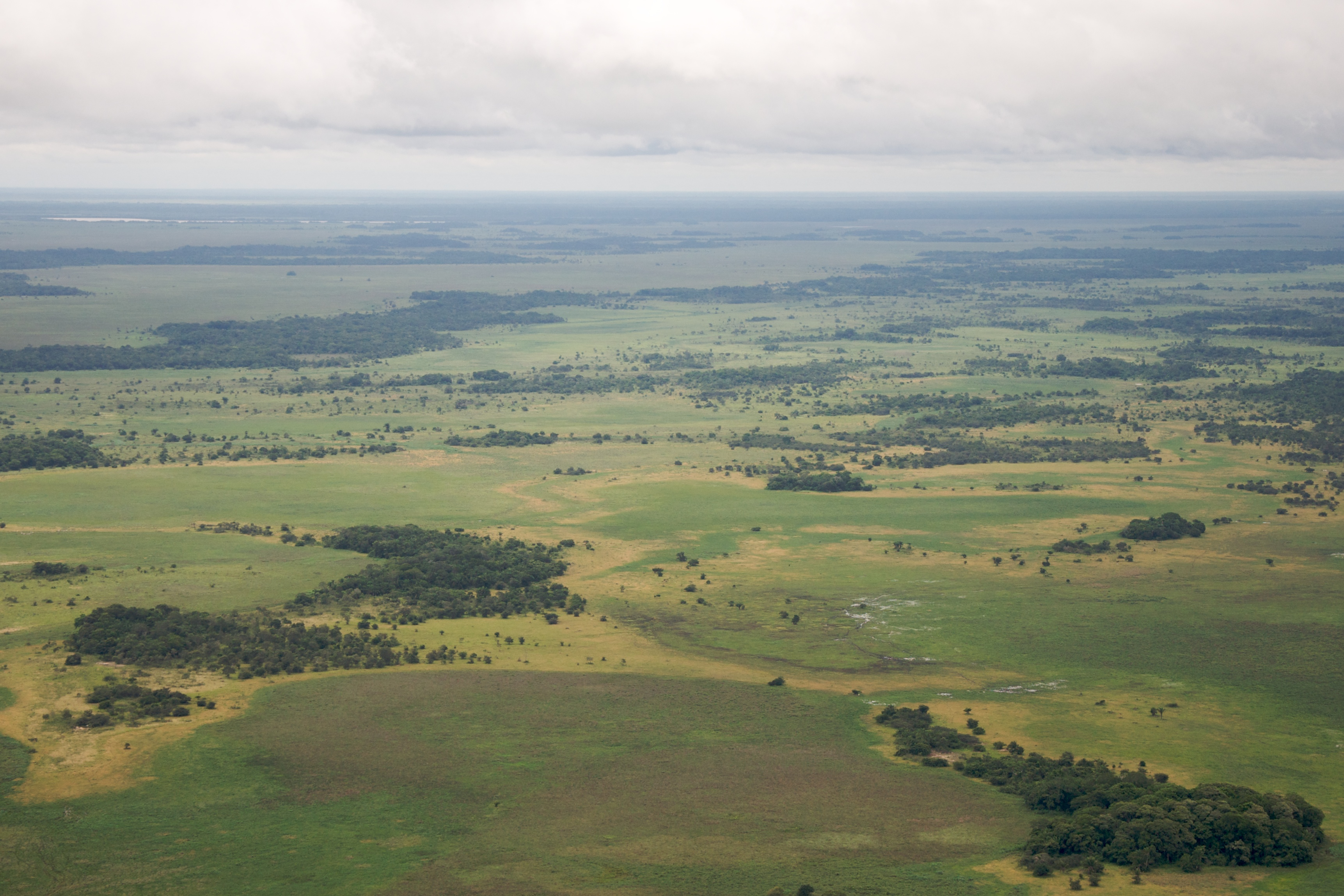
Rio Mamoré na planície beniana.

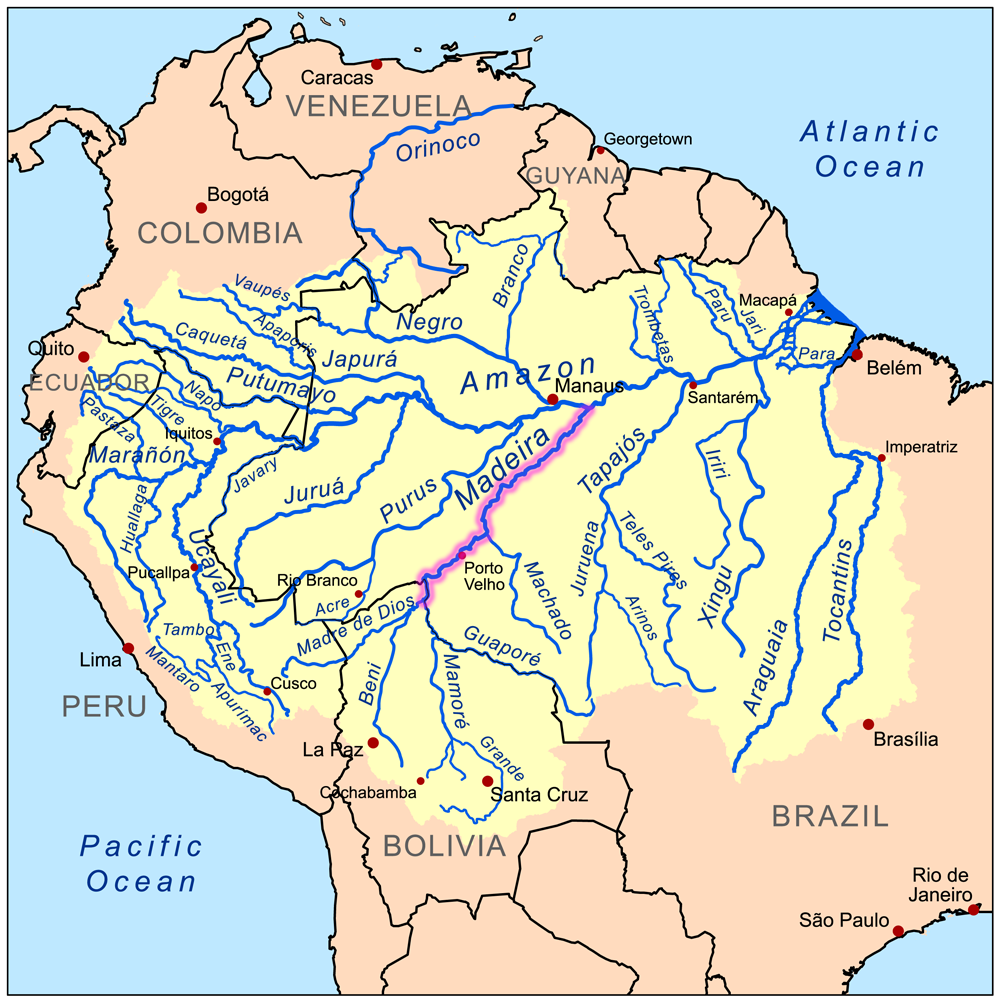
Os rios que drenam a região se juntam para formar o Rio Madeira

A llanura beniana, ou Llanos de Moxos , cobre toda uma extensão de 126100 km² das terras baixas do norte da Bolívia. Se localiza em sua maior parte, no departamento de Beni, a sudoeste da Amazônia, indo até à fronteira com os estados brasileiros do Acre e Rondônia. É uma zona úmida, com precipitações em torno de 2000 e 2500 anualmente, em sua parte oeste, e com cerca de 1300 em sua parte leste. A região apresenta vegetação florestal, e pastagens naturais ao longo da planície.
Várias sociedades pré-colombianas se instalaram em Llanos de Moxos. A presença humana foi detectada na região há pelo menos 10 000 anos (8 000 a.C.). Outros povoados mais recentes, que podem ser descendentes destas mencionadas, construíram múltiplas obras de utilidade agrícola, tal como campos elevados e canais, estradas e habitações. Os achados arqueológicos, que se conservam pouco nos trópicos, revelam que essas obras estiveram em uso durante os anos de 2500 a.C. até 1450 d.C. Alguns desses vestígios apresentam maior volume que as pirâmides do Egito.
Os europeus chegaram à região apenas no fim do século XVII. As missões jesuíticas estabelecidas neste séculos e nos seguintes, deram origem aos atuais povoados da região.
A presença de florestas ainda é importante, embora já tenha sido modificado em grande parte pelo homem. Nesta região se encontra a Reserva da Biosfera e terra comunitária de origem Pilón Lajas.
Nessa planície, a vegetação entre os rios Beni e o Guaporé é caracterizada por pastagens e savanas que cobrem em torno de 50 a 80% da área total, enquanto que o restante do território é coberto por selvas densas, rios e lagoas, além da floresta de galeria.
A temperatura da região costuma variar entre 20 e 38 graus Celsius (alcançando 42 graus em casos extremos). Na época das chuvas, as precipitações são fortes, chegando a produzir 200 milímetros em uma hora. No inverno, a região é suscetível a frentes frias frias (conhecidas como "surazos") que fazem os termômetros atingirem 7 graus Celsius. Entretanto, esse fenômeno não costuma durar mais do que três dias.
A região é drenada pelos seguintes rios: Guaporé (limite setentrional da região), Mamoré, Beni e Madre de Dios, aqui relacionados de leste para oeste, que se juntam para formar o Rio Madeira.